# Бёбер, Иван Васильевич
Ива́н Васи́льевич Бёбер (Иоганн фон Бёбер, нем. Johann von Böber; 1746—1820) — российский учёный немецкого происхождения; энтомолог, ботаник, действительный статский советник, масон, видный деятель российского масонства.

## Биография
Родился в Веймаре 22 декабря 1746 года. Окончил Йенский университет.
По приезде в Россию некоторое время был учителем Петропавловской школы в Санкт-Петербурге. С 1783 года состоял «по инспекторской должности в Артиллерийском и инженерном шляхетском кадетском корпусе», преподавал географию и естественную историю.
В 1792 году предложил учредить Педагогический институт в Екатеринославе, был послан в этот город и до 1795 года занимал должность директора училищ Екатеринославской губернии. Вернувшись в Санкт-Петербург, с 22 февраля 1796 года занял должность инспектора Второго кадетского корпуса, служил в нём до конца жизни.
Был членом Вольного экономического общества (с 1790 года), а также член-корреспондентом Санкт-Петербургской академии наук (c 22 февраля 1796 года). С 5 октября 1797 года — член Леопольдины (№ 999). Был также почётным членом Императорского Петербургского минералогического общества, а 21 июля 1799 года стал почётным иностранным членом Йенского минералогического общества.
В ходе путешествий по югу России собрал коллекции растений, насекомых и минералов; также собирал материалы по фауне насекомых Санкт-Петербурга и его окрестностей. Впоследствии, его энтомологическая коллекция была приобретена Петербургской академией наук. Его коллекция чешуекрылых считается утерянной. Гербарий Бёбера состоял из 7000 образцов и находится в Ботаническом институте им. В. Л. Комарова Российской академии наук и частично в гербарии Санкт-Петербургского университета.
Был награждён орденами Св. Анны и Св. Владимира 4-й степени (12.09.1790).
Скончался 14 (26) июня 1820 года. Похоронен на Смоленском евангелическом кладбище в Петербурге.

## В масонстве
Играл видную роль в российском масонстве. Писатель, коллекционер сочинений мистического содержания, историк масонства, редактор масонских сочинений. Был посвящён в масонство в 1776 году в петербургской ложе «Аполлон»; 9 ноября 1778 года основал ревельскую ложу «Трёх секир», закрывшуюся 29 ноября 1785 года. С 1778 года мастер стула петербургской ложи «Благотворительности к пеликану».
При создании в России Великой провинциальной ложи (шведская система) стал великим секретарём работ на немецком языке, представлял ложу на Вильгельмсбадском конвенте в 1782 году. Секретарь капитула «Феникс» (руководства высших степеней шведской масонской системы). Около 1803 года во время аудиенции у императора Александра I убедил его выступить покровителем масонства. Стал основателем возрождённой ложи «Пеликан» (1804 год) и её мастером стула.
При создании великой ложи «Владимир к порядку» стал её великим мастером и занимал этот пост по 1815 год. Основатель, член и почётный член множества масонских лож в Российской империи. Возглавлял также мастерские высших степеней масонства в России, был великим префектом капитула «Феникс».
С основанием Великой ложи Астрея, в 1815 году, ушёл со всех должностей и сосредоточил свою работу в капитуле «Феникс» и Великой провинциальной ложе.
Орденское имя: Рыцарь здравствующей Минервы, орденский девиз: Благоразумие.

## Семья
Был женат на Иоганне (Анне) Васильевне (24.6.1753—14.10.1841).
Их сыновья — Карл (младший) (ум. не ранее 1827) и Пётр-Карл (1786—1813), как и отец принимали активное участие в жизни российских масонских лож. Карл служил в при Пажеском корпусе и дослужился до чина генерал-майора; Пётр был участником Отечественной войны и получил за отличие чин капитана.